# سون بلومل
سون بلومل (زاده ۸ سپتامبر ۱۹۹۶) یک بازیکن فوتبال اهل هلند است. وی برای باشگاه فوتبال ماستریخت بازی می‌کند.